# Église Notre-Dame d'Orglandes
Pour les articles homonymes, voir Église Notre-Dame.
L'église Notre-Dame d'Orglandes est un édifice catholique qui se dresse sur le territoire de la commune française d'Orglandes, dans le département de la Manche, en région Normandie. L'édifice est inscrit au titre des monuments historiques.

## Localisation
L'église est située dans le bourg d'Orglandes, dans le département français de la Manche.

## Description
L'église du XIIIe siècle possède encore des éléments de l'époque romane, notamment la base nord du clocher, le portail sud et les chapiteaux. Sur le tympan du portail méridional, du XIIe siècle, sculpté en bas-relief est figuré un christ en majesté entouré des symboles des quatre évangélistes. On retrouve ce même motif dans le porche de la cathédrale Saint-Trophime d'Arles.
Le clocher, XIIe et XIVe siècles, avec ses contreforts, est divisé en trois étages, dont le dernier est percé de fenêtres courtes à colonnettes latérales typiques du XIVe siècle.

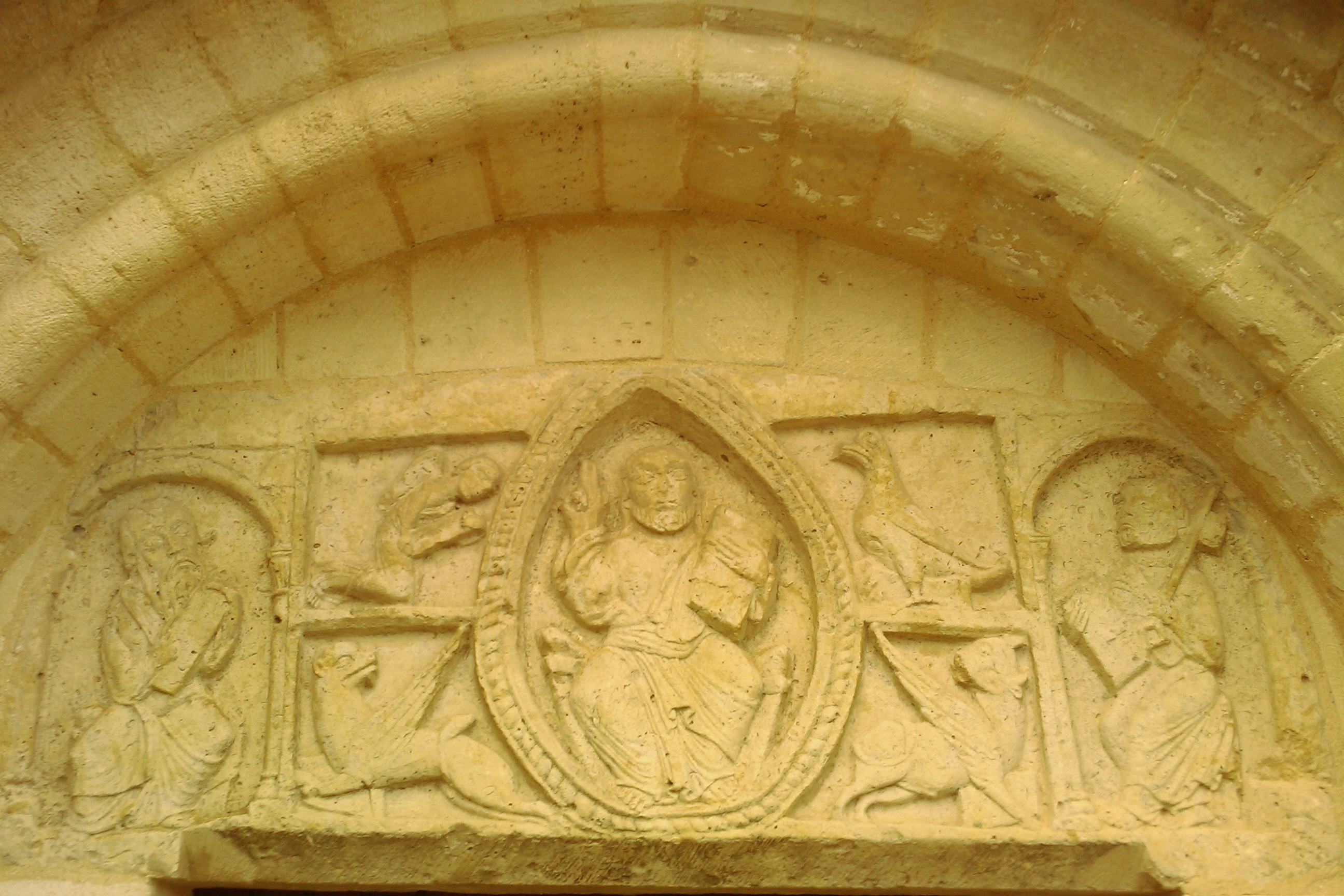
Le bas-relief du tympan méridional.
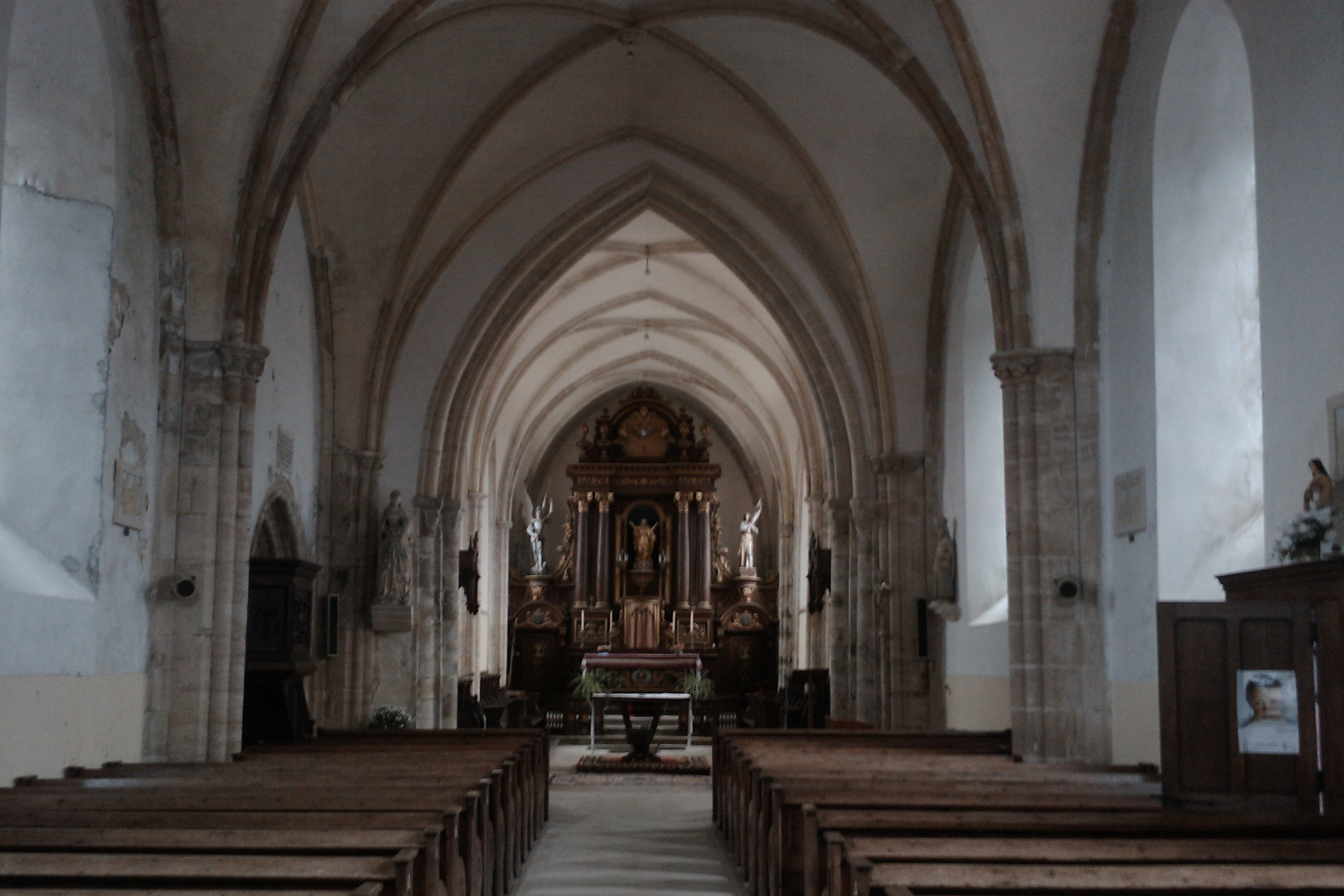
La nef.

## Protection
L'église est inscrite au titre des monuments historiques par arrêté du 18 octobre 1971.

## Mobilier
À l'intérieur, est conservée notamment une Vierge à l'Enfant d'inspirations picarde et flamands, classée au titre objet aux monuments historiques, qui appartient à une même communauté stylistique que les Vierges à l'Enfant de Saint-Germain-sur-Ay, du Vrétot ou de Gatteville. 
L'église abrite également un maître-autel du XVIIIe siècle, un bas-relief le christ, les symboles des quatre évangélistes, Moïse et saint Pierre XIIe siècle, des fonts baptismaux XVIIIe siècle, des statues de saint Jacques le Majeur XVe siècle et de saint Michel XIXe siècle.

La Vierge à l'Enfant (classée).
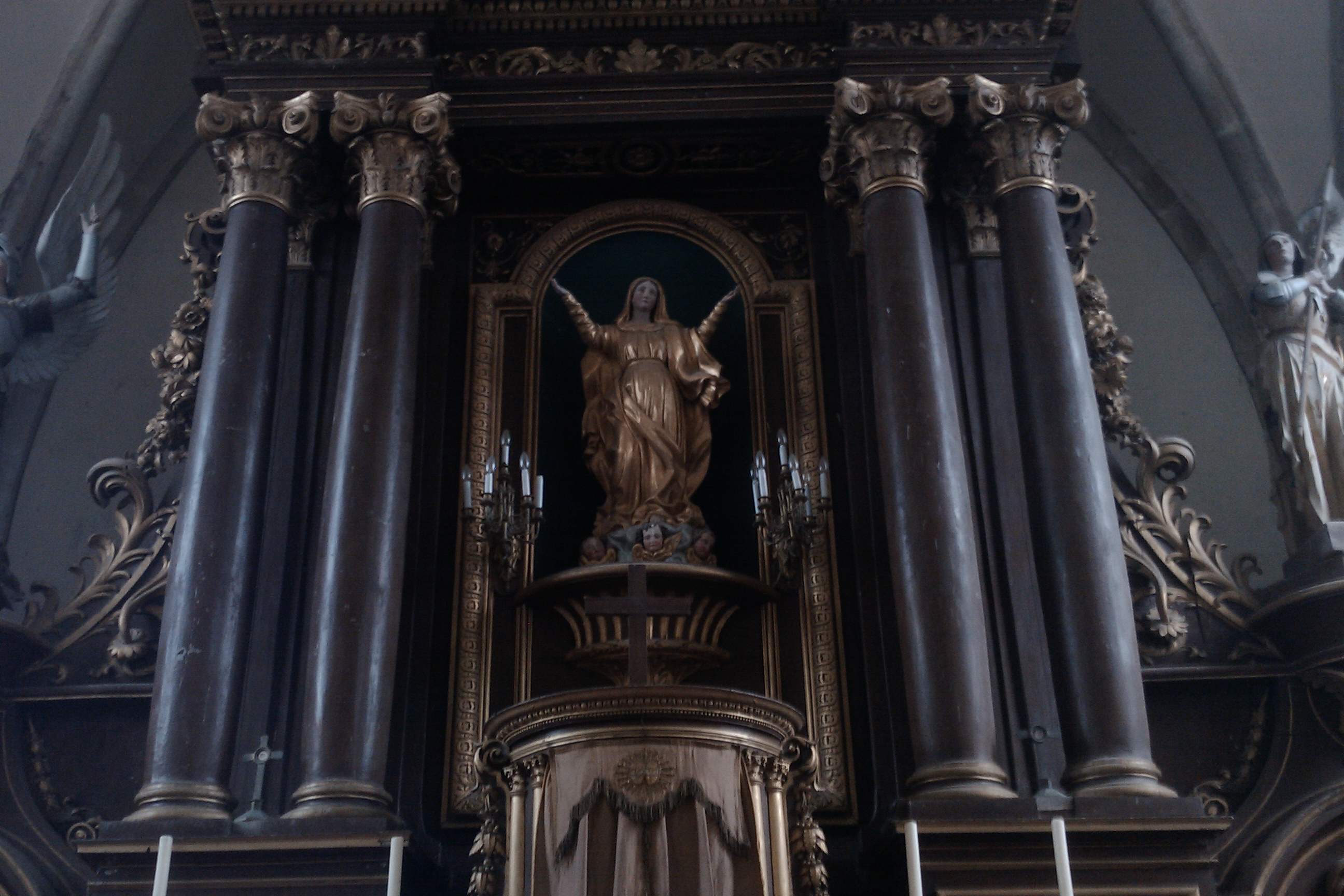
Le retable.
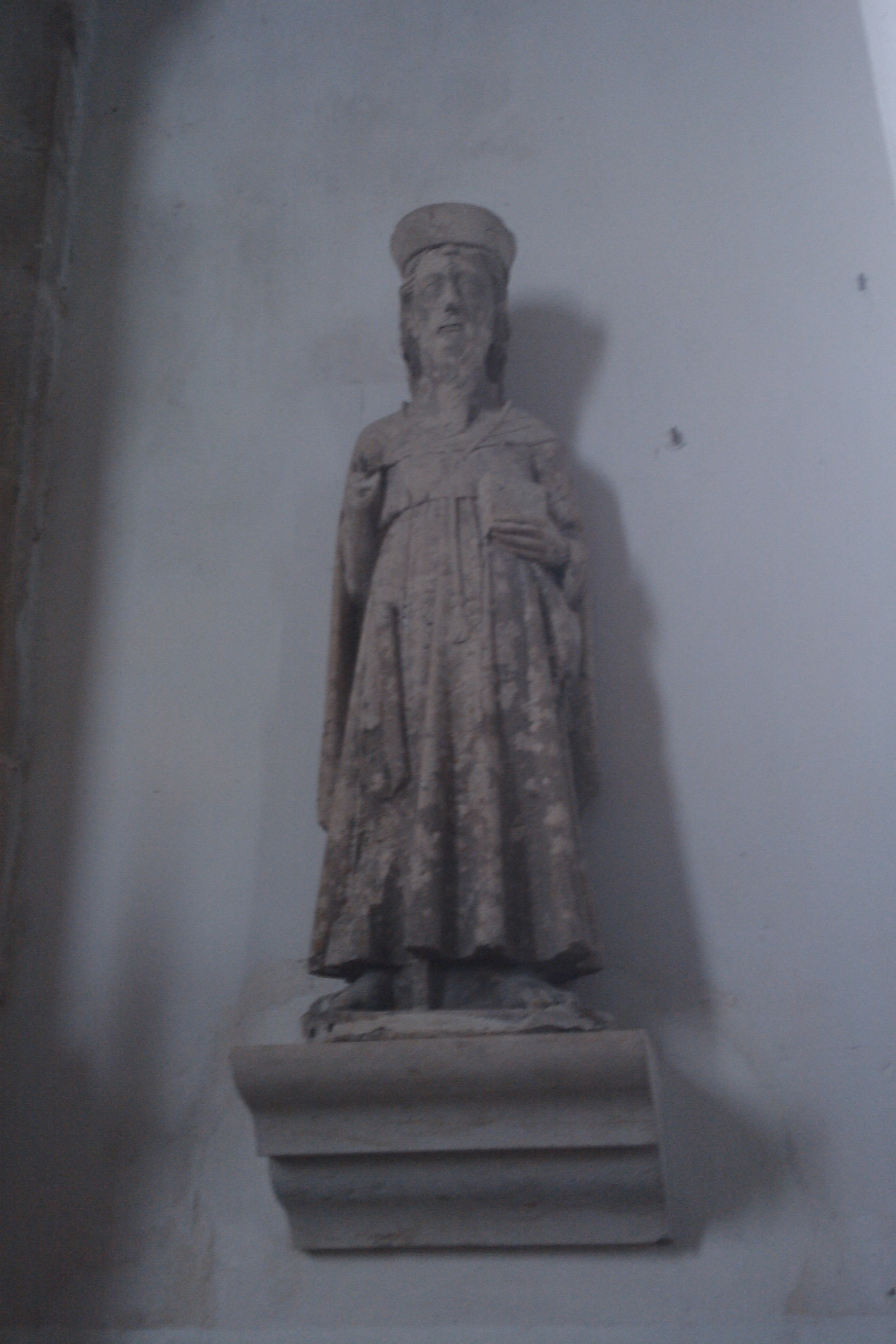
Une statue.